# Parafia Macierzyństwa Najświętszej Maryi Panny w Łosieniu
Parafia Macierzyństwa Najświętszej Maryi Panny w Łosieniu – parafia rzymskokatolicka, znajdująca się w diecezji kieleckiej, w dekanacie piekoszowskim.